# Always (前田亘輝の曲)
「Always」は（オールウェイズ）は、前田亘輝の通算7枚目のシングル。2002年1月30日に、ソニー・ミュージックレコーズから発売された。

## 概要
前作より4年4ヶ月振りのシングル。
表題曲はテレビ朝日の2002年ソルトレークシティオリンピックのテーマソングに起用され、その曲作りの一環として2001年12月のホノルルマラソンに出場した。

## 収録曲
| 全作詞・作曲: 前田亘輝。 |                                  |           |            |                  |      |
| #                        | タイトル                         | 作詞      | 作曲・編曲 | 編曲             | 時間 |
| 1.                       | 「prologue (Instrumental)」      | 前田亘輝  | 前田亘輝   | 池田大介         | 0:49 |
| 2.                       | 「Always」                       | 前田亘輝  | 前田亘輝   | PIPELINE PROJECT | 4:49 |
| 3.                       | 「interlude (Instrumental)」     | 前田亘輝  | 前田亘輝   | 池田大介         | 0:39 |
| 4.                       | 「Always (4/4 M-oZ Heated mix)」 | 前田亘輝  | 前田亘輝   | 小澤正澄         | 4:52 |
| 5.                       | 「epilogue (Instrumental)」      | 前田亘輝  | 前田亘輝   | 池田大介         | 3:56 |
| 合計時間:                | 合計時間:                        | 合計時間: | 15:05      |                  |      |

## タイアップ
- テレビ朝日「2002年ソルトレークシティオリンピック」テーマソング

## 収録アルバム
- Single Collection + (#2)